# Channagiri
Channagiri (en canarés: ಚನ್ನಗಿರಿ ) es una ciudad de la India en el distrito de Davanagere, estado de Karnataka.

## Geografía
Se encuentra a una altitud de 695 m s. n. m. a 265 km de la capital estatal, Bangalore, en la zona horaria UTC +5:30.

## Demografía
Según estimación 2011 contaba con una población de 22 846 habitantes.